# Friday I’ll Be Over U
Friday I'll Be Over U to pierwszy singiel z debiutanckiego albumu amerykańskiej piosenkarki pop-rockowej Allison Iraheta'y. Utwór został napisany i wyprodukowany przez Maxa Martina. Piosenka ta miała swoją premierę 5 października 2009 w serwisie internetowym popeater.com, a dostępna będzie w sprzedaży na iTunes począwszy od 20 października 2009 roku.